# 陈旭 (1942年)
陈旭（1942年8月—），男，汉族，江苏射阳人，中华人民共和国政治人物，曾任福建省高级人民法院院长，二级大法官。